# Odense-Kanal
Der Odense-Kanal verbindet den Hafen von Odense mit dem Odense-Fjord. Am Kanalufer liegt das Heizkraftwerk Fynsværket. Zwischen Kanal und dem Odense-Fjord liegt die Insel Stige Ø, ein Erholungsgebiet, das auf einer ehemaligen Deponie geschaffen wurde.

## Geschichte
Der Kanal und Teile des Hafens wurden zwischen 1796 und 1806 angelegt. Ein Teil des ursprünglichen Hafens liegt auf dem Gebiet des trockengelegten Næsbyhoved Sø. Sowohl Kanal als auch Hafen wurden später erweitert. Der Kanal hat eine Tiefe von 7,5 m.
Die Drehbrücke Odins Bro wurde am 15. Juni 2014 eingeweiht. Sie kostete etwa 225 Mio. Kronen, wovon der Staat 125 Mio. Kronen übernahm.
Sie ist die einzige Querung über den Kanal.

## Stige Færge
Die Stige-Fähre, die auf dem Kanal verkehrt, verbindet den Odenser Ortsteil Stige mit Bågø.